# Estação Las Adjuntas
A Estação Las Adjuntas é uma das estações do Metrô de Caracas e do Metrô de Los Teques, situada no município de Libertador, entre a Estação Ruiz Pineda e a Estação Ayacucho. Administrada pela C. A. Metro de Caracas e pela C. A. Metro Los Teques, é uma das estações terminais da Linha 2 do Metrô de Caracas e da Linha 1 do Metrô de Los Teques.
Foi inaugurada em 4 de outubro de 1987. Localiza-se no cruzamento da Estrada Caracas-Los Teques com a Rua Principal de Santa Cruz. Atende as paróquias de Caricuao e de Macarao.